# Romance of the Three Kingdoms IV : Wall of Fire
Romance of the Three Kingdoms IV : Wall of Fire (Japans: 三國志IV) is een computerspel dat werd ontwikkeld en uitgegeven door KOEI. Het spel is een Turn-based strategy-spel. Het is gebaseerd op het Roman van de Drie Koninkrijken. In het spel kunnen oorlogen uit de Chinese geschiedenis worden nagespeeld. Het speelveld wordt isometrisch weergegeven. Het spel maakt onderdeel uit van een serie en dit was het laatste deel.

## Platforms
| Jaar | Platform                                |
| ---- | --------------------------------------- |
| 1994 | FM Towns, PC-98, SNES                   |
| 1995 | 3DO, PlayStation, SEGA 32X, SEGA Saturn |
| 1996 | Windows, Windows 3.x                    |
| 2007 | Wii Virtual Console                     |
| 2011 | PSP, PlayStation 3                      |
| 2013 | Wii U Virtual Console                   |

## Ontvangst
| Beoordeeld door                      | Platform    | Datum            | Score |
| ------------------------------------ | ----------- | ---------------- | ----- |
| Electronic Gaming Monthly (EGM)      | SEGA Saturn | november 1995    | 81%   |
| Game Players                         | SNES        | augustus 1995    | 81%   |
| Sega-16.com                          | SEGA 32X    | 13 augustus 2012 | 80%   |
| GamePro (USA)                        | SNES        | juli 1995        | 80%   |
| GamePro (USA)                        | SEGA Saturn | december 1995    | 80%   |
| Video Games & Computer Entertainment | SEGA Saturn | juni 1996        | 70%   |
| Video Games & Computer Entertainment | SNES        | augustus 1995    | 70%   |
| Electric Playground                  | SEGA Saturn | 26 januari 1996  | 70%   |
| Computer Gaming World (CGW)          | Windows 3.x | februari 1996    | 60%   |
| High Score                           | Windows 3.x | april 1996       | 20%   |